# Nino (Heilige)

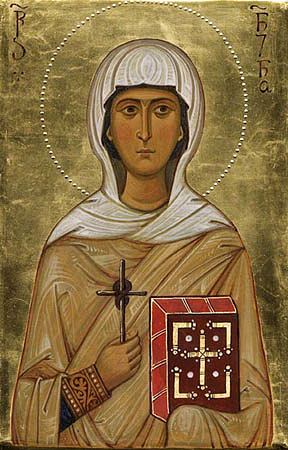
Ikone der heiligen Nino

Die heilige Nino (auch Nina, Nona, Christiana, Chrischona; georgisch წმინდა ნინო „Heilige Nino“; * um 300 vermutlich in Kappadokien oder Italien; † um 361 in Bodbe, Kachetien, Georgien) war eine Missionarin und Heilerin, die die Christianisierung der Georgier begründete. Die Georgische Orthodoxe Kirche stellt sie den Aposteln gleich und nennt sie die „Erleuchterin Georgiens“.

## Leben
Die Christin Nino floh aus der Sklaverei von Kappadokien, Zentralanatolien, über den Kleinen Kaukasus nach Iberien im heutigen Georgien. Dort lebte sie zunächst in der Hauptstadt Mzcheta in einer Hütte. Nach den Quellen erwarb sie sich einen Ruf als kräuterkundige Heilerin. Als ein krankes Kind nach landesüblicher Sitte durch die Straßen getragen wurde, um Heilung zu finden, nahm sie sich des Kindes an, machte es unter Gebeten gesund und gab es der Mutter zurück. Als die todkranke georgische Königin Nana davon erfuhr, ließ sie sich zu Nino bringen und wurde ebenfalls von ihr geheilt.

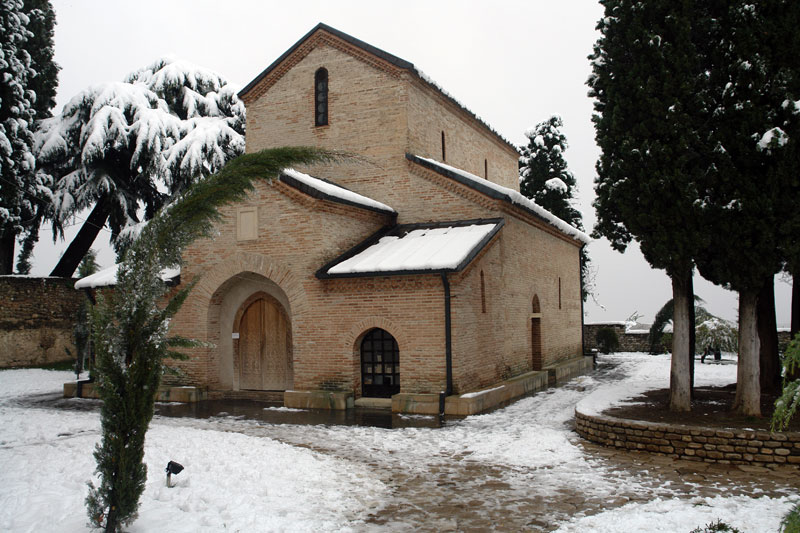
Basilika über dem Grab der heiligen Nino, Bodbe

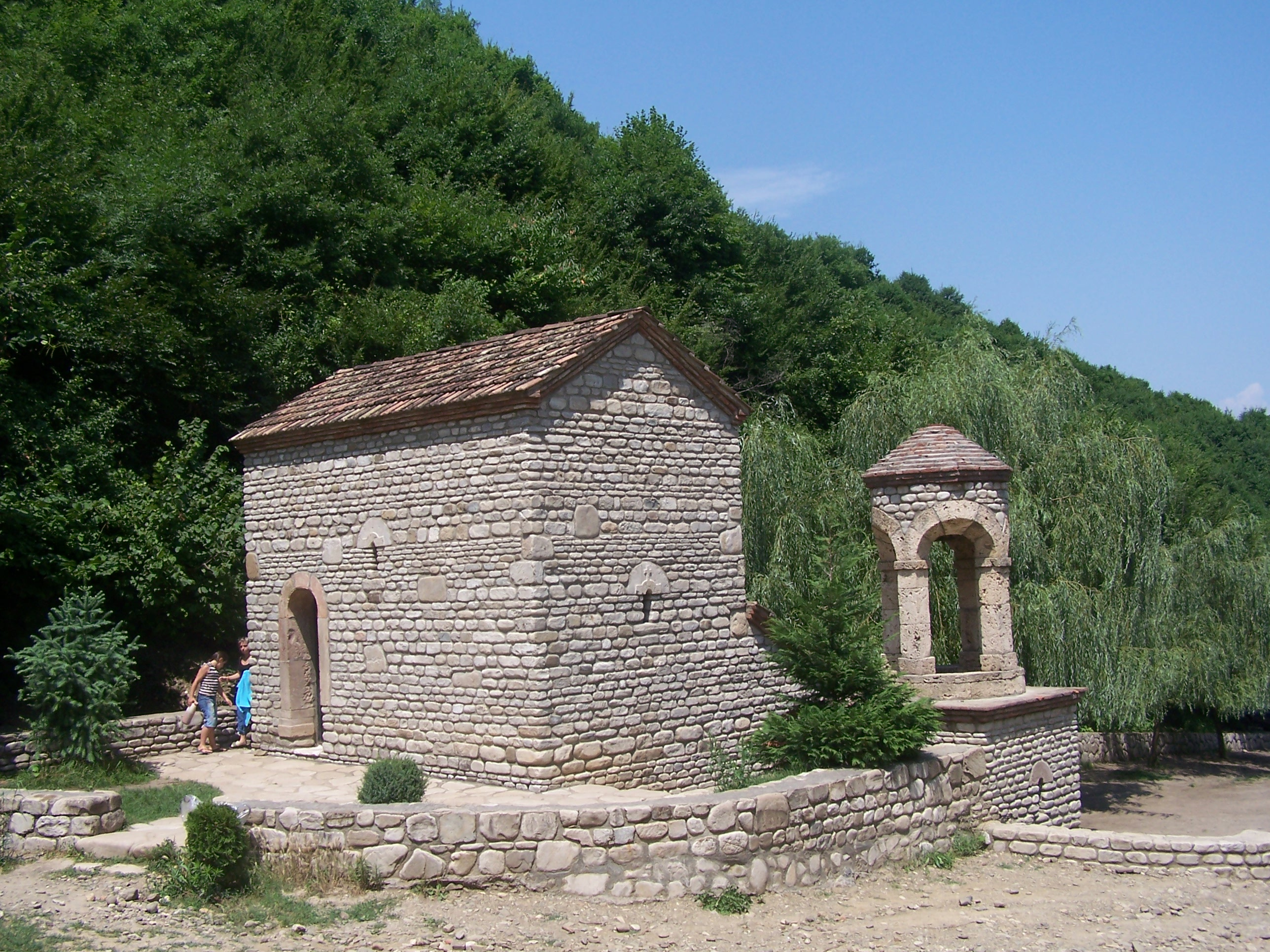
Taufkapelle an der „Quelle der Nino“

König Mirian III., der Mann Nanas, wollte sie mit Gold und Silber belohnen, doch Nino lehnte das ab. Sie verwies auf ihren Gott, der ihr die Kraft zur Heilung gegeben habe. Als Mirian auf einer Jagd von einer Finsternis überrascht wurde, versprach er nach vergeblichen Gebeten an die überkommenen Götter, er werde den Gott Ninos verehren, wenn er aus seiner Notlage befreit werde. Mirian erhob das Christentum 337 (nach Auffassung der Georgischen Orthodoxen Apostelkirche 326) zur Staatsreligion, schickte auf Ninos Empfehlung einen Gesandten zu Kaiser Konstantin I. nach Konstantinopel und bat darum, christliche Priester nach Georgien zu entsenden.
Nino lebte später als Einsiedlerin im Kaspischen Gebirge in oder nahe einem kappadokischen Kloster. Nino soll stets ein Weinrebenkreuz bei sich getragen haben, das von ihrem eigenen Haar zusammengehalten wurde. Dieses Kreuz wird in der Sioni-Kathedrale in Tiflis aufbewahrt. 361 erkrankte sie auf der Rückreise von Tuschetien, einem Gebiet im Osten Georgiens, an ihren Wohnort. Sie starb bei Bodbe in der Region Kachetien und wurde dort begraben. König Mirian ließ über ihrem Grab eine Kirche errichten. Später wurde dort das orthodoxe Kloster Ninozminda gegründet. Kloster Bodbe beherbergt den Nonnenkonvent des heiligen Georg. 
Die Quelle der Nino gilt als einer der heiligsten Plätze in Georgien. Die Quellfassung befindet sich in einer Schlucht unter dem Kloster Bodbe und dient als Taufplatz, dem Quellwasser werden heilende Kräfte zugeschrieben.

## Überlieferung
Ninos Leistung wurde erstmals 403 in Tyrannius Rufinus Historia Ecclesiastica (X, 11) erwähnt, der ihre Lebensgeschichte 395 in Jerusalem von dem georgischen Prinzen Bakur erfahren hatte. Rufinus erwähnte allerdings ihren Namen nicht, sondern nur, dass es sich um eine Frau handelte, die als Gefangene nach Georgien kam. Erstmals genannt wurde der Name Nino in dem 960 bis 970 im Kloster Schatberdi (heute Yeni Rabat bei Ardanuç im Nordosten der Türkei) entstandenen Sammlung von Manuskripten (S-1141) Die Bekehrung Kartlis (Georgiens).
Nach einer arabischen Redaktion des Agathangelos aus dem 6. Jahrhundert soll Georgien gleichzeitig mit Armenien vom armenischen heiligen Gregor christianisiert worden sein. Die vermutlich Mitte des 8. Jahrhunderts niedergeschriebene georgische Überlieferung weist nun die parallele Missionierung Georgiens der Nino zu. Armenische Hagiographen schilderten Nino (armenisch Nune) als Missionarin Armeniens im Gefolge der armenischen Märtyrerin Hripsime, als Nichte des – allerdings 100 Jahre später lebenden – Jerusalemer Patriarchen Juvenal oder als eine römische Prinzessin.

## Verehrung
Ihre orthodoxen Gedenktage sind der 27. Oktober und der 14. Januar, der katholische ist der 15. Dezember. Die armenisch-apostolische Kirche gedenkt ihrer am 29. Oktober.  Die hl. Nino ist die Patronin des 1807 gegründeten Frauenordens Schwestern der Kindheit Jesu und Mariens unter dem Schutz der Hl. Christiana. Der georgische Staat hat Nino 1994 durch ein vom Bildhauer Surab Zereteli geschaffenes Denkmal in der Hauptstadt Tiflis geehrt.

### Monographien
- Georgien. In: Horst Robert Balz, Gerhard Müller (Hrsg.): Theologische Realenzyklopädie. Walter de Gruyter, Berlin u. a. 1984, ISBN 3-11-008579-8, S. 398 ff.
- Hubert Jedin (Hrsg.): Handbuch der Kirchengeschichte. Band II/1. Sonderausgabe. Freiburg (Breisgau) 1985, ISBN 3-451-20454-1, S. 198.
- David Marshall Lang (Hrsg.): Lives and Legends of Georgian Saints. Selected and translated from the original texts. 2nd edition. Mowbrays, London u. a. 1976, ISBN 0-264-66333-0.
- Constantine B. Lerner (Hrsg.): The wellspring of Georgian historiography. The early medieval historical chronicle The conversion of Kartli and The life of St. Nino. Translated with introduction, commentary and indices. Bennett & Bloom, London 2004, ISBN 1-898948-65-8.
- Fairy von Lilienfeld: Amt und geistliche Vollmacht der heiligen Nino, „Apostel und Evangelist“ von Ostgeorgien, nach den ältesten georgischen Quellen. In: Michael Kohlbacher, Markus Lesinski (Hrsg.): Horizonte der Christenheit. Festschrift für Friedrich Heyer zu seinem 85. Geburtstag (= Oikonomia. Bd. 34). Lehrstuhl für Geschichte und Theologie des Christlichen Ostens u. a., Erlangen u. a. 1994, ISBN 3-923119-33-X, S. 224–249.
- Gertrud Pätsch (Hrsg.): Das Leben Kartlis. Eine Chronik aus Georgien 300–1200 (= Sammlung Dieterich. Bd. 330, ZDB-ID 987299-1). Dieterich, Leipzig 1985.
- Werner Seibt (Hrsg.): Die Christianisierung des Kaukasus. Referate des Internationalen Symposions (Wien, 9.–12. Dezember 1999) (= Veröffentlichungen der Kommission für Byzantinistik. Bd. 9 = Österreichische Akademie der Wissenschaften, Philosophisch-Historische Klasse. Denkschriften. Bd. 296). Verlag der Österreichischen Akademie der Wissenschaften, Wien 2002, ISBN 3-7001-3016-3.
- Eva Maria Synek: Heilige Frauen der frühen Christenheit. Zu den Frauenbildern in hagiographischen Texten des christlichen Ostens (= Das östliche Christentum. NF Bd. 43). Augustinus-Verlag, Würzburg 1994, ISBN 3-7613-0178-2, S. 80–138 (Zugleich: Wien, Universität, Dissertation, 1990).
- Guliko Sophia Vashalomidze: Die Heilige Nino. In: Guliko Sophia Vashalomidze: Die Stellung der Frau im alten Georgien. Georgische Geschlechterverhältnisse insbesondere während der Sasanidenzeit (= Orientalia Biblica et Christiana. Bd. 16). Harrassowitz, Wiesbaden 2007, ISBN 978-3-447-05459-1, S. 48–78 (Zugleich: Halle, Universität, Dissertation, 2005: Die Stellung der Frau im alten Georgien, insbesondere während der Sasanidenzeit.).
- Friedrich Wilhelm Bautz: Christiana. In: Biographisch-Bibliographisches Kirchenlexikon (BBKL). Band 1, Bautz, Hamm 1975. 2., unveränderte Auflage. Hamm 1990, ISBN 3-88309-013-1, Sp. 1004 (Artikel/Artikelanfang im Internet-Archive).

### Zeitschriftenartikel
- Michael Tarchnisvili: Die heilige Nino, Bekehrerin von Georgien. In: Analecta Ordinis Sancti Basilii Magni.Sectio 2: Articuli, Documenta Collectanea, Miscellanea, Bibliographia. Ser. 2, Bd. 1, 1949/1953, ZDB-ID 301259-1, S. 572–581.
- Peter Hauptmann: Unter dem Weinrebenkreuz der heiligen Nino. Kirchengeschichte Georgiens im Überblick. In: Kirche im Osten. Bd. 17, 1974, ISSN 0453-9273, S. 9–41.